# Abbaye d'Ilmmünster
 (mars 2021).
L’abbaye d'Ilmmünster est une ancienne abbaye bénédictine à Ilmmünster, dans l'archidiocèse de Munich et Freising.

## Histoire
Le monastère est fondé en 762 par Adalbert et Otker, membres des Huosi (de), une famille noble locale. Les reliques d'Arsace de Nicomédie (de), à peu près au même moment que celles de Quirin pour l'abbaye de Tegernsee, sont apportées de Rome à Ilmmünster par le premier évêque Eio entre 765 et 804. Initialement abbaye bénédictine, elle devient une collégiale en 1060. En 1493, le monastère est transféré à la Frauenstift de Munich. Avec le transfert des reliques d'Arsace à Munich, le pèlerinage lucratif disparaît. Au XVIIIe siècle, Ilmmünster est la résidence du responsable du chapitre de Munich. En 1803, les possessions sont vendues au cours de la sécularisation.